# Liste der Bodendenkmäler in Diebach
Auf dieser Seite sind die Bodendenkmäler in der mittelfränkischen Gemeinde Diebach zusammengestellt. Diese Tabelle ist eine Teilliste der Liste der Bodendenkmäler in Bayern. Grundlage ist die Bayerische Denkmalliste, die auf Basis des Bayerischen Denkmalschutzgesetzes vom 1. Oktober 1973 erstmals erstellt wurde und seither durch das Bayerische Landesamt für Denkmalpflege geführt wird. Die folgenden Angaben ersetzen nicht die rechtsverbindliche Auskunft der Denkmalschutzbehörde.

## Bodendenkmäler in Diebach
| Lage       | Objekt                                                                                  | Akten-Nr.     | Bild |
| ---------- | --------------------------------------------------------------------------------------- | ------------- | ---- |
| (Standort) | Mittelalterlicher Burgstall.                                                            | D-5-6627-0188 |      |
| (Standort) | Mittelalterlicher Burgstall.                                                            | D-5-6627-0189 |      |
| (Standort) | Siedlung des Neolithikums.                                                              | D-5-6627-0190 |      |
| (Standort) | Siedlung des Neolithikums.                                                              | D-5-6627-0191 |      |
| (Standort) | Siedlung des Neolithikums und der Urnenfelderzeit.                                      | D-5-6627-0193 |      |
| (Standort) | Siedlung des Neolithikums und der Urnenfelderzeit.                                      | D-5-6627-0194 |      |
| (Standort) | Siedlung der Steinzeiten und der Bronzezeit.                                            | D-5-6627-0195 |      |
| (Standort) | Freilandstation des Mesolithikums.                                                      | D-5-6627-0196 |      |
| (Standort) | Freilandstation des Mesolithikums.                                                      | D-5-6627-0197 |      |
| (Standort) | Siedlung des Neolithikums und der Metallzeiten.                                         | D-5-6627-0199 |      |
| (Standort) | Freilandstation des Mesolithikums und Siedlung vorgeschichtlicher Zeitstellung.         | D-5-6627-0201 |      |
| (Standort) | Siedlung vorgeschichtlicher Zeitstellung.                                               | D-5-6627-0203 |      |
| (Standort) | Mesolithische Freilandstationen und Siedlung vor- und frühgeschichtlicher Zeitstellung. | D-5-6627-0264 |      |
| (Standort) | Mittelalterliche und frühneuzeitliche Befunde im Bereich der Evang.-Luth. Pfarrkirche   | D-5-6627-0273 |      |
| (Standort) | Siedlung des Neolithikums und der Bronzezeit.                                           | D-5-6727-0007 |      |
| (Standort) | Siedlung der Steinzeiten und der Bronzezeit.                                            | D-5-6727-0008 |      |
| (Standort) | Freilandstation des Mesolithikums.                                                      | D-5-6727-0009 |      |
| (Standort) | Viereckschanze der Latènezeit.                                                          | D-5-6727-0010 |      |
| (Standort) | Siedlung der Urnenfelderzeit.                                                           | D-5-6727-0011 |      |
| (Standort) | Siedlung vorgeschichtlicher Zeitstellung.                                               | D-5-6727-0012 |      |
| (Standort) | Siedlung vor- und frühgeschichtlicher Zeitstellung.                                     | D-5-6727-0015 |      |
| (Standort) | Siedlung vor- und frühgeschichtlicher Zeitstellung.                                     | D-5-6727-0016 |      |
| (Standort) | Siedlungen vor- und frühgeschichtlicher Zeitstellung.                                   | D-5-6727-0018 |      |
| (Standort) | Bestattungsplatz mit Grabhügel vorgeschichtlicher Zeitstellung.                         | D-5-6727-0064 |      |
| (Standort) | Siedlung vor- und frühgeschichtlicher Zeitstellung.                                     | D-5-6727-0078 |      |
| (Standort) | Mittelalterliche und frühneuzeitliche Befunde im Bereich der Kath. Kuratiekirche        | D-5-6727-0080 |      |
| (Standort) | Abgegangene Pfarrkirche St. Vitus, Friedhof des Mittelalters und der frühen Neuzeit.    | D-5-6727-0082 |      |